# Vila Canoas
Vila Canoas é uma comunidade localizada no bairro de São Conrado, no Rio de Janeiro.
A partir de 2009, comunidade havia sido escolhida como projeto-piloto municipal para a contenção no crescimento desordenado nas favelas, com o gabarito limitado a até três andares. No entanto, tal gabarito foi revisto pelo poder público em 2011, devido à elevada especulação imobiliária.